# كراشيات
الكُراشيات أو الزيلبوراوية (الاسم العلمي: Xyleborini) هي قبيلة من الحشرات تتبع فصيلة السوسية الحقيقية من رتبة غمديات الأجنحة.

## أجناس الزيلبوراوية
- الزيلبور